# Shahrestān di Qasr-e Qand
Lo shahrestān di Qasr-e Qand (farsi شهرستان قصرقند) è uno dei 18 shahrestān del Sistan e Baluchistan, il capoluogo è Qasr-e Qand. Lo shahrestān è suddiviso in 3 circoscrizioni (bakhsh): 
- Centrale (بخش مرکزی)
- Sarbuk (بخش ساربوک)
- Talang (بخش تلنگ)